# 아자부다이

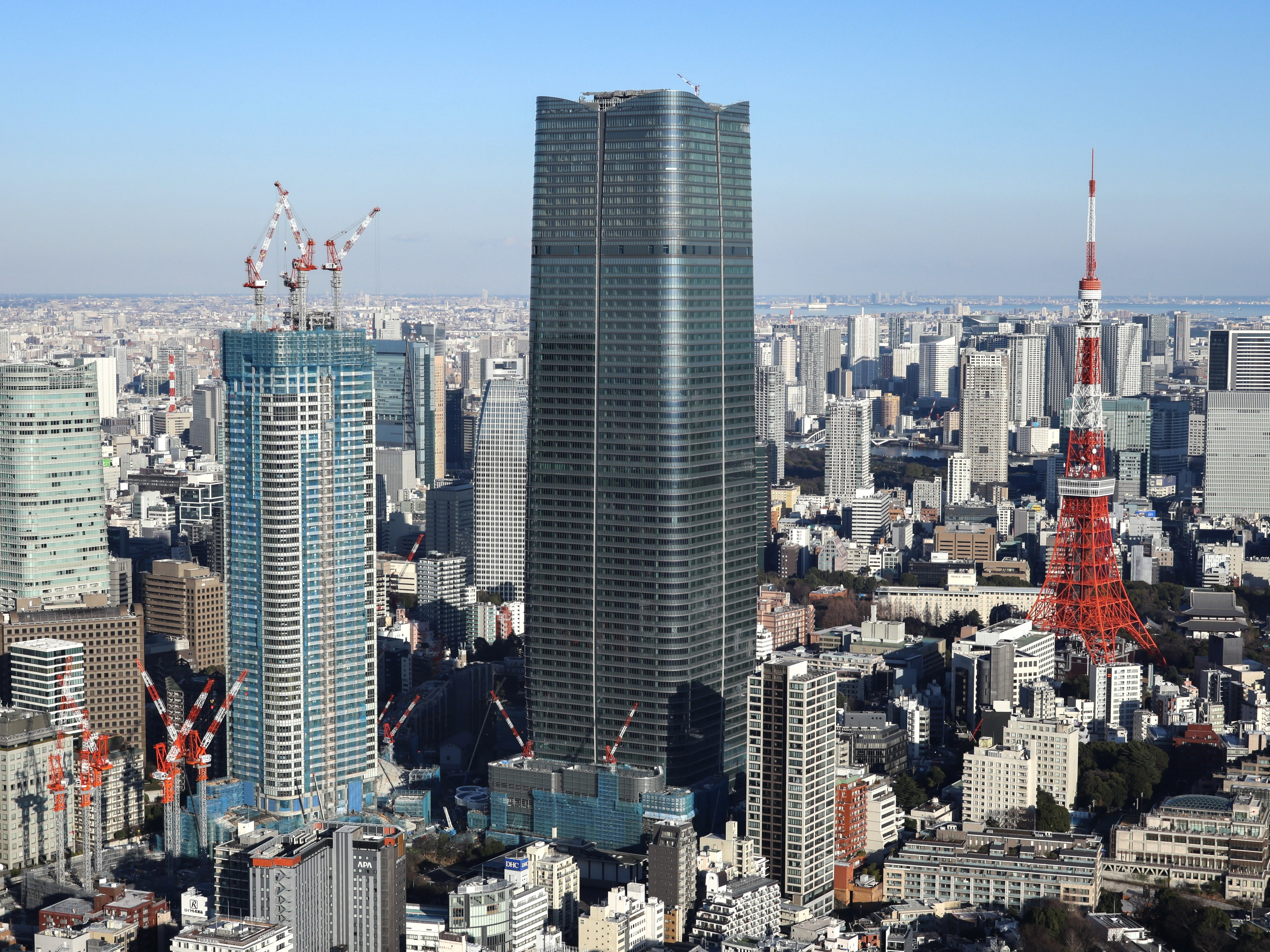
아자부다이

아자부다이(일본어: 麻布台)는 일본 도쿄도에 위치하고 있다.